# Città metropolitana di Bologna
La città metropolitana di Bologna è un ente territoriale di area vasta di 1 020 865 abitanti. Nata il 1º gennaio 2015, il suo territorio corrisponde a quello della precedente provincia di Bologna, ed è stata individuata dallo statuto regionale capoluogo dell'Emilia-Romagna, diventando l'unico caso in Italia di ente amministrativo di area vasta capoluogo di regione. Confina a nord-est con la provincia di Ferrara, a est con la provincia di Ravenna, a sud con la Toscana (città metropolitana di Firenze, province di Prato e Pistoia) e a ovest con la provincia di Modena.
La città metropolitana di Bologna conta 55 comuni ed è la prima per numero di comuni davanti alle province dell'Emilia-Romagna. Contrariamente alle altre 14 città metropolitane d'Italia, lo statuto della Città metropolitana di Bologna non ne individua espressamente il capoluogo, tuttavia il sindaco metropolitano è per legge il sindaco del comune capoluogo; la sede politica e amministrativa è posta in Palazzo Malvezzi a Bologna.
Dall'11 ottobre 2021 il sindaco metropolitano è Matteo Lepore, mentre il vicesindaco metropolitano è Marco Panieri.

## Geografia fisica
| Ripartizione del territorio | Ripartizione del territorio | Ripartizione del territorio | Ripartizione del territorio |
| -                           | ha                          | %                           |                             |
| --------------------------- | --------------------------- | --------------------------- | --------------------------- |
| Pianura                     | 158 258                     | 42,75                       |                             |
| Collina                     | 132 955                     | 35,91                       |                             |
| Montagna                    | 79 006                      | 21,34                       |                             |
| Totale                      | 370 219                     | 100                         |                             |

La città metropolitana di Bologna comprende l'Emilia sud-orientale e sette comuni il cui territorio è interamente compreso nella regione storico-geografica della Romagna: Borgo Tossignano, Casalfiumanese, Castel del Rio, Dozza, Fontanelice, Imola e Mordano.
Il territorio provinciale si estende principalmente in pianura e in collina. La montagna occupa il 21,3% della provincia, contro una media regionale del 25%, ed è suddivisa tra Appennino bolognese e Appennino imolese.
Il comune con l'altitudine media più bassa è Molinella con 8 metri s.l.m. Il comune con l'altitudine media più alta è Monghidoro con 841 metri s.l.m. (questo calcolo è effettuato sul punto di costruzione del Municipio). Il punto più alto della città metropolitana di Bologna è invece la sommità del Corno alle Scale nel territorio di Lizzano in Belvedere, che tocca i 1 945 metri s.l.m.
I principali fiumi che attraversano il territorio sono il Reno (211 km), che raccoglie quasi tutte le acque del Bolognese, il Santerno (85 km), l'Idice (77 km), il Sillaro (66 km), il Savena (54 km), il Samoggia (53 km) e il Setta (40 km).
Degno di nota per la sua particolarità, è il torrente Dardagna, unico fiume del territorio della città metropolitana che confluendo nel Panaro è parte del bacino idrico del Po.
Nell'esteso sistema collinare spiccano due dorsali che si pongono trasversalmente alle valli principali: il Contrafforte pliocenico e la Vena del gesso. Caratteristici sono i calanchi, formazioni collinari scavate dallo scorrere delle piogge sui versanti argillosi di diverse densità, presenti lungo la Vena del gesso sulle colline da Reggio Emilia fino alla provincia di Rimini.

### Aree naturali
Il patrimonio florofaunistico del territorio metropolitano è gestito attraverso un sistema rappresentato da ben 21 aree protette e 31 siti di importanza comunitaria.
La superficie complessiva nell'ottobre 2004 ammontava a 71684 ha (pari al 19,36% della superficie provinciale).
In particolare ritroviamo 5 Parchi Regionali (Corno alle Scale, Gessi Bolognesi e Calanchi dell'Abbadessa, Monte Sole, Abbazia di Monteveglio, Laghi di Suviana e Brasimone), 2 Parchi Provinciali (Montovolo, La Martina), 1 Riserva Naturale (Contrafforte Pliocenico), 13 Aree di Riequilibrio Ecologico (ARE).
La presenza di habitat di interesse comunitario (SIC e ZPS previsti dalla Dir. 92/43/CEE) è discreta: 34, pari al 25,4% di quelli elencati dalla Commissione Europea per la regione continentale. Sono inoltre state censite sul territorio 70 diverse specie tra quelle elencate nell'allegato I della Direttiva Uccelli.

## Storia

Precedente stemma provinciale bolognese

La Città metropolitana di Bologna venne individuata, assieme ad altre nove grandi città italiane, dalla legge 142 del 1990 sulla riforma delle autonomie locali; tuttavia, l'iter di istituzione si rivelò lungo e complesso. Il comune e la provincia di Bologna decisero così di sottoscrivere un "Accordo per la Città Metropolitana", stipulato il 14 febbraio del 1994 a cui aderirono anche altri 31 comuni, diventati col tempo 50.
L'accordo istituì la Conferenza Metropolitana, costituita da tutti i sindaci dei comuni aderenti, quale organo di indirizzo politico per l'area metropolitana, presideduta dal presidente della provincia. I programmi d'intervento delineati all'interno dell'accordo erano:
- Pianificazione territoriale e ambientale
- Sviluppo economico e politiche del lavoro
- Servizi alle persone
- Semplificazione attività amministrativa e finanziaria

Il 27 ottobre del 1994 venne stilato un documento per l'elaborazione del "Piano Strategico della Città Metropolitana di Bologna"; di lì a poco prese avvio l'iter legislativo per l'istituzione della città metropolitana da parte della regione Emilia-Romagna, tramite la legge regionale 229 del 1995.
Nonostante questi primi progressi, fu necessario attendere la legge "Delrio" del 2014 per la definitiva istituzione delle Città metropolitane, tra cui quella di Bologna.

### Simboli
(Paolo Silvani, dalla relazione per la delibera del nuovo stemma della Provincia di Bologna)
Il nuovo stemma istituzionale viene approvato il 18 giugno 2015. Si tratta di un logo con un leone che sorregge una bandiera tricolore con la scritta LIBERTÀ, già simbolo del vecchio stemma della Provincia, approvato col Regio decreto del 6 luglio 1933. Lo stemma fu proposto da Paolo Silvani che riprese il leone da un sigillo del 1831 del Governo Provvisorio di Bologna (poi divenuto Province Unite del Centro Italia). Sia il leone che la scritta Libertas infatti provengono dallo stemma cittadino.

## Società
Nel 2017 la città metropolitana di Bologna risultava la prima in Italia per numero di immigrati interni (ovvero nuovi residenti trasferiti da altre zone d'Italia, principalmente dal Sud).

### Evoluzione demografica
Abitanti censiti (migliaia)

### Qualità della vita
| Anno | Qualità della Vita (Sole 24 Ore) | Qualità della Vita (Italia Oggi) |
| ---- | -------------------------------- | -------------------------------- |
| 2008 | 14º (-2)                         | 21º (-17)                        |
| 2009 | 13º (+1)                         | 15º (+6)                         |
| 2010 | 8º (+5)                          | 21º (-6)                         |
| 2011 | 1º (+7)                          | 40º (-19)                        |
| 2012 | 10º (-9)                         | 35º (+5)                         |
| 2013 | 3º (+7)                          | 44º (-9)                         |
| 2014 | 7º (-4)                          | 53º (-9)                         |
| 2015 | 12º (-5)                         | 61º (-8)                         |
| 2016 | 8º (+4)                          | 47º (+14)                        |
| 2017 | 14º (-6)                         | 43º (+4)                         |
| 2018 | 7º (+7)                          | 43º (=)                          |
| 2019 | 14º (-7)                         | 13º (+30)                        |
| 2020 | 1º (+13)                         | 27º (-13)                        |
| 2021 | 6º (-5)                          | 4º (+23)                         |
| 2022 | 1º (+5)                          | 3º (+1)                          |

## Cultura

Mappa dei distretti culturali

La città metropolitana ha individuato sette distretti culturali al fine di programmare in maniera efficace l'offerta sul territorio e valorizzare le realtà culturali locali. Essi sono: Imolese; Montagna; Pianura est; Pianura ovest; Reno Lavino Samoggia; Savena Idice; ad essi si aggiunge il comune di Bologna.
| Distretti culturali della città metropolitiana di Bologna | Distretti culturali della città metropolitiana di Bologna | Distretti culturali della città metropolitiana di Bologna | Distretti culturali della città metropolitiana di Bologna | Distretti culturali della città metropolitiana di Bologna | Distretti culturali della città metropolitiana di Bologna | Distretti culturali della città metropolitiana di Bologna | Distretti culturali della città metropolitiana di Bologna | Distretti culturali della città metropolitiana di Bologna | Distretti culturali della città metropolitiana di Bologna |
| Distretto                                                 | Enti aderenti | Musei                                                     | Biblioteche                                               | Archivi storici                                           | Teatri                                                    | Musica                                                    | Musica                                                    | Musica                                                    | Fonti                                                     |
| --------------------------------------------------------- | --- | --------------------------------------------------------- | --------------------------------------------------------- | --------------------------------------------------------- | --------------------------------------------------------- | --------------------------------------------------------- | --------------------------------------------------------- | --------------------------------------------------------- | --------------------------------------------------------- |
| Imolese                                                   | - Imola (ente coordinatore) - Borgo Tossignano - Castel del Rio - Castel Guelfo di Bologna - Castel San Pietro Terme - Dozza - Fontanelice - Imola - Medicina - Mordano - Nuovo circondario imolese | 14                                                        | 17                                                        | 14                                                        | 11                                                        | 6 bande musicali                                          | 6 bande musicali                                          | 10 scuole di musica                                       | [ 16 ]                                                    |
| Montagna                                                  | - Unione dei comuni dell'Appennino bolognese (ente coordinatore) - Alto Reno Terme (ente coordinatore) - Camugnano - Castel d'Aiano - Castel di Casio - Castiglione dei Pepoli - Gaggio Montano - Grizzana Morandi - Lizzano in Belvedere - Marzabotto - Monzuno - San Benedetto Val di Sambro - Vergato | 5                                                         | 14                                                        | 13                                                        | 2                                                         | 13 cori                                                   | 9 bande musicali                                          | 11 scuole di musica                                       | [ 17 ]                                                    |
| Pianura est                                               | - Unione Reno Galliera (ente coordinatore) - Argelato - Baricella - Bentivoglio - Budrio - Castel Maggiore - Castello d'Argile - Castenaso - Galliera - Granarolo dell'Emilia - Minerbio - Malalbergo - Molinella - Pieve di Cento - San Giorgio di Piano - San Pietro in Casale                         | 11                                                        | 17                                                        | 17                                                        | 10                                                        | 6 cori                                                    | 6 cori                                                    | 7 bande musicali                                          | [ 18 ]                                                    |
| Pianura ovest                                             | - Anzola dell'Emilia - Calderara di Reno - Crevalcore - Sala Bolognese - San Giovanni in Persiceto (ente coordinatore) - Sant'Agata Bolognese | 9                                                         | 9                                                         | 8                                                         | 4                                                         | 6 bande musicali                                          | 6 bande musicali                                          | 6 bande musicali                                          | [ 19 ]                                                    |
| Reno Lavino Samoggia                                      | - Casalecchio di Reno - Monte San Pietro - Zola Predosa - Sasso Marconi - Valsamoggia (ente coordinatore) | 4                                                         | 10                                                        | 9                                                         | 5                                                         | 4 bande musicali                                          | 4 bande musicali                                          | 4 bande musicali                                          | [ 20 ]                                                    |
| Savena-Idice                                              | - Loiano - Monterenzio - Monghidoro - Ozzano dell'Emilia - Pianoro - San Lazzaro di Savena (ente coordinatore) | 10                                                        | 7                                                         | 6                                                         | 2                                                         | 7 cori                                                    | 7 cori                                                    | 3 bande musicali                                          | [ 21 ]                                                    |

## Economia
I settori trainanti dell'economia regionale sono: l'agricoltura (ortaggi, cereali - famosa la patata DOP di Budrio), l'allevamento (suini e bovini) e la piccola e media industria nei settori alimentare, meccanico, della ceramica e dell'elettronica.
Nell'ambito dei motori vi hanno sede aziende quali la Ducati, la Lamborghini, la Malaguti, la Volvo, la Saab Italia, la Moto Morini (dal 1937 al 2014), e la BredaMenarinibus. In ambito metalmeccanico vi si trova la Malossi, la Marzocchi, la Paioli, la Minarelli, la Viro, mentre nel settore dei macchinari elettronici e delle macchine automatiche, la Saeco, la Datalogic, la Beghelli, la FAAC, l'IMA, la SACMI, la Marchesini.
Fra le industrie agroalimentari di grande rilevanza, a Bologna troviamo: nel settore alimentare la Granarolo, la Fabbri, la Segafredo Zanetti, la Montenegro, la Valsoia, il consorzio Conserve Italia (al quale appartengono i marchi Cirio, Yoga, Valfrutta, Derby Blue e Jolly Colombani), l'Eridania, l'Alcisa, la Majani, la Carpigiani, la Cerelia Acqua Minerale, oltre alle sedi nazionali delle cooperative alimentari Coop, Conad e Sigma, SISA e Despar.
Negli ultimi anni nel capoluogo emiliano sono nate numerose start-up nell'ambito delle tecnologie dell'informazione e della comunicazione.
Di rilievo l'attività della Fiera di Bologna, dove vengono organizzate manifestazioni internazionali, l'infrastruttura dell'Interporto di Bologna per il carico e lo scarico delle merci provenienti in container dal porto di Ravenna e il Centergross di Funo, fondato nel 1977 e una delle maggiori cittadelle commerciali d'Europa.

## Infrastrutture e trasporti

### Ferrovie
La stazione più importante della città metropolitana è quella di Bologna Centrale in cui si diramano le principali linee regionali e nazionali. Nella provincia ci sono due linee ad alta velocità: la ferrovia ad alta velocità Milano-Bologna e la ferrovia ad alta velocità Bologna – Firenze. Le altre linee sono la Porrettana, la Bologna-Vignola, la Milano-Bologna, la Bologna-Verona, la Padova-Bologna, la Bologna-Ancona, la Bologna-Firenze e la Bologna-Portomaggiore.

### Strade

#### Autostrade
La città metropolitana è servita da 4 autostrade:
- L'Autostrada del Sole principale linea stradale italiana che parte da Milano e termina a Napoli
- L'autostrada A14 seconda linea stradale per lunghezza, ha inizio a Bologna e termina a Taranto
- L'autostrada A13 che collega Bologna a Padova
- Il Raccordo autostradale 1 ovvero la Tangenziale di Bologna, classificata come autostrada senza pedaggio.

#### Strade statali e provinciali
Le principali strade statali della città metropolitana sono:
- Strada statale 9 Via Emilia, antica strada romana che collega Milano a Rimini.
- Strada statale 64 Porrettana, che unisce Pistoia a Ferrara.
- Strada statale 65 della Futa, che inizia a Firenze e permette il collegamento con Bologna.
- Strada statale 325 di Val di Setta e Val di Bisenzio, ha origine a Sasso Marconi e termina in località Ponte a Signa.

Quest'ultima è stata declassata nel 2001. Il tratto di competenza della regione Emilia-Romagna è stato assegnato alla città metropolitana e ora è classificata come SP 325 di Val di Setta e Val di Bisenzio.
La città metropolitana di Bologna gestisce in totale 98 strade provinciali per una estensione di circa 1400 km.

### Piste ciclabili
La rete di percorsi ciclabili della città metropolitana di Bologna, la Bicipolitana, consiste di 32 percorsi ciclabili; di questi, 18 sono classificati come itinerari per gli spostamenti di tutti i giorni, mentre 14 sono identificati come itinerari a vocazione turistica, dedicati al tempo libero.

### Aeroporti
È presente un unico aeroporto nella città metropolitana: l'Aeroporto di Bologna-Borgo Panigale, che nel 2014 risulta essere il settimo aeroporto più frequentato d'Italia.

## Amministrazione

### Comuni metropolitani
- Alto Reno Terme
- Anzola dell'Emilia
- Argelato
- Baricella
- Bentivoglio
- Bologna
- Borgo Tossignano
- Budrio
- Calderara di Reno
- Camugnano
- Casalecchio di Reno
- Casalfiumanese
- Castel d'Aiano
- Castel del Rio
- Castel di Casio
- Castel Guelfo di Bologna
- Castel Maggiore
- Castel San Pietro Terme
- Castello d'Argile
- Castenaso
- Castiglione dei Pepoli
- Crevalcore
- Dozza
- Fontanelice
- Gaggio Montano
- Galliera
- Granarolo dell'Emilia
- Grizzana Morandi
- Imola
- Lizzano in Belvedere
- Loiano
- Malalbergo
- Marzabotto
- Medicina
- Minerbio
- Molinella
- Monghidoro
- Monte San Pietro
- Monterenzio
- Monzuno
- Mordano
- Ozzano dell'Emilia
- Pianoro
- Pieve di Cento
- Sala Bolognese
- San Benedetto Val di Sambro
- San Giorgio di Piano
- San Giovanni in Persiceto
- San Lazzaro di Savena
- San Pietro in Casale
- Sant'Agata Bolognese
- Sasso Marconi
- Valsamoggia
- Vergato
- Zola Predosa

#### Comuni più popolosi
Di seguito è riportata la lista dei dieci comuni più popolosi della città metropolitana di Bologna:
| Pos. | Comune                    | Abitanti | Stemma |
| ---- | ------------------------- | -------- | ------ |
| 1    | Bologna                   | 390 734  |        |
| 2    | Imola                     | 69 350   |        |
| 3    | Casalecchio di Reno       | 35 360   |        |
| 4    | San Lazzaro di Savena     | 32 852   |        |
| 5    | Valsamoggia               | 32 117   |        |
| 6    | San Giovanni in Persiceto | 28 057   |        |
| 7    | Castel San Pietro Terme   | 20 607   |        |
| 8    | Zola Predosa              | 19 479   |        |
| 9    | Castel Maggiore           | 18 512   |        |
| 10   | Budrio                    | 18 439   |        |

#### Comuni più grandi per superficie
Di seguito è riportata la lista dei comuni più grandi per estensione della città metropolitana di Bologna:
| Pos. | Comune                    | Superficie | Stemma |
| ---- | ------------------------- | ---------- | ------ |
| 1    | Imola                     | 205,02 km² |        |
| 2    | Valsamoggia               | 178,13 km² |        |
| 3    | Medicina                  | 159,11 km² |        |
| 4    | Castel San Pietro Terme   | 148,42 km² |        |
| 5    | Bologna                   | 140,86 km² |        |
| 6    | Molinella                 | 127,84 km² |        |
| 7    | Budrio                    | 120,19 km² |        |
| 8    | San Giovanni in Persiceto | 114,41 km² |        |
| 9    | Pianoro                   | 107,13 km² |        |
| 10   | Monterenzio               | 105,26 km² |        |

### Unioni di comuni

Unioni di comuni al 1º gennaio 2021

I vari comuni della città metropolitana sono riuniti in sette unioni di comuni:
- Unione Reno Galliera, composta dai comuni di Argelato, Bentivoglio, Castello d'Argile, Castel Maggiore, Galliera, Pieve di Cento, San Giorgio di Piano (sede amministrativa dell'unione), San Pietro in Casale;
- Unione dei comuni Valli del Reno, Lavino e Samoggia, composta dai comuni di Valsamoggia, Monte San Pietro, Casalecchio di Reno (sede amministrativa dell'unione), Zola Predosa, Sasso Marconi;
- Unione Terre d'Acqua, composta dai comuni, Anzola dell'Emilia, Calderara di Reno, San Giovanni in Persiceto (sede amministrativa dell'unione), Crevalcore, Sala Bolognese, Sant'Agata Bolognese;
- Unione Terre di Pianura, composta dai comuni di Baricella, Granarolo dell'Emilia (sede amministrativa dell'unione), Malalbergo e Minerbio;
- Nuovo Circondario Imolese, composta dai comuni di Borgo Tossignano, Casalfiumanese, Castel del Rio, Castel Guelfo di Bologna, Castel San Pietro Terme, Dozza, Fontanelice, Imola (sede amministrativa dell'unione), Medicina, Mordano;
- Unione dei comuni Savena-Idice, composta dai comuni di Loiano, Monghidoro, Monterenzio, Ozzano dell'Emilia, Pianoro (sede amministrativa dell'unione);
- Unione dell'Appennino Bolognese, composta dai comuni di Camugnano, Castel di Casio, Castel d’Aiano, Castiglione dei Pepoli, Gaggio Montano, Grizzana Morandi, Lizzano in Belvedere, Marzabotto, Monzuno, San Benedetto Val di Sambro, Vergato (sede amministrativa dell'unione).

Non fanno parte di alcuna Unione i comuni di Alto Reno Terme, Bologna, Budrio, Castenaso, Molinella e San Lazzaro di Savena.